# بيتيم حليمي
بيتيم حليمي (بالألبانية: Betim Halimi‏) هو لاعب كرة قدم ألباني في مركز حراسة المرمى، ولد في 22 فبراير 1996 في Pozharan ‏ في كوسوفو. لعب مع نادي ترانز نارفا.

## وصلات خارجية
- بيتيم حليمي على موقع الاتحاد الدولي (مؤرشف)  (الإنجليزية)
- بيتيم حليمي على موقع الاتحاد الأوربي (الإنجليزية)
- بيتيم حليمي على موقع اتحاد أوكرانيا (الإنجليزية)
- بيتيم حليمي على موقع قاعدة بيانات كرة القدم.إي يو (الإنجليزية)
- بيتيم حليمي على موقع Soccerway.com (الإنجليزية)
- بيتيم حليمي على موقع عالم كرة القدم.نت (الإنجليزية)